# 산호충강
산호충강(珊瑚蟲綱)은 산호와 말미잘을 포함하는 자포동물의 한 분류이다.

## 특징
모두 바다에 살며, 해파리형은 없고 폴립형뿐이다. 산호·말미잘 등이 이에 속하는데, 산호는 군체를 이루고 있다.

## 하위 분류
- 바다맨드라미아강 (Alcyonaria) 또는 팔방산호아강(Octocorallia)
  - 해계두목 또는 바다맨드라미목 (Alcyonacea)
  - 해양목 (Gorgonacea)
  - 공협목 (Helioporacea 또는 Coenothecalia)
  - 해세목 또는 바다조름목 (Pennatulacea)
  - 근생목 (Stolonifera)
  - 소지목 (Telestacea)
- 말미잘아강 (Zoantharia) 또는 육방산호아강(Hexacorallia)
  - 꽃말미잘목 (Ceriantharia)
  - 해변말미잘목 (Actiniaria)
  - 산호붙이말미잘목 (Corallimorpharia)
  - 돌산호목 (Scleractinia 또는 Madreporaria)
  - 각산호목 또는 뿔산호목 (Antipatharia)
  - 모래말미잘목 (Zoanthidea) 또는 말미잘목 (Zoanthinaria)
  - 해변말미잘붙이목 (Ptychodactiaria)
  -  ?†사방산호목 또는 사사산호목 (Rugosa/Tetracorallia)
  -  ?†판상산호목 (Tabulata)

## 참고 자료
- 이 문서에는 다음커뮤니케이션(현 카카오)에서 GFDL 또는 CC-SA 라이선스로 배포한 글로벌 세계대백과사전의 내용을 기초로 작성된 글이 포함되어 있습니다.